# New (C++)

new — оператор языка программирования C++, обеспечивающий выделение динамической памяти в куче. За исключением формы, называемой «размещающей формой new», new пытается выделить достаточно памяти в куче для размещения новых данных и в случае успеха возвращает адрес выделенного участка памяти. Однако если new не может выделить память в куче, то он передаст (throw) исключение типа std::bad_alloc. Это устраняет необходимость явной проверки результата выделения. После встречи компилятором ключевого слова new им генерируется вызов конструктора класса.

## Синтаксис
Синтаксис new выглядит следующим образом:
```
  
p_var
 
=
 
new
 
typename
;

```

где p_var — ранее объявленный указатель типа typename. typename может подразумевать собой любой фундаментальный тип данных или объект, определенный пользователем (включая, enum, class и struct).
Если typename — это тип класса или структуры, то он должен иметь доступный конструктор по умолчанию, который будет вызван для создания объекта.
Для инициализации новой переменной, созданной при помощи new нужно использовать следующий синтаксис:
```
  
p_var
 
=
 
new
 
type
(
initializer
);

```

где initializer — первоначальное значение, присвоенное новой переменной, а если type — тип класса, то initializer — аргумент(ы) конструктора.
new может также создавать массив:
```
  
p_var
 
=
 
new
 
type
 
[
size
];

```

В данном случае size указывает размерность (длину) создаваемого одномерного массива. Адрес первого элемента возвращается и помещается в p_var, поэтому
```
  
p_var
[
n
]

```

означает значение n-го элемента (считая от нулевой позиции)
Память, выделенная при помощи new, должна быть освобождена при помощи delete, дабы избежать утечки памяти. Массивы, выделенные (созданные) при помощи new[], должны освобождаться (уничтожаться) при помощи delete[].
```
  
int
 
*
p_scalar
 
=
 
new
 
int
(
5
);

  
int
 
*
p_array
 
=
 
new
 
int
[
5
];

```

Инициализаторы не могут быть указаны для массивов, созданных при помощи new. Все элементы массива инициализируются при помощи конструктора по умолчанию для данного типа. Если тип не имеет конструктора по умолчанию, выделенная область памяти не будет проинициализирована.

## Placement new
Существует особая форма оператора new, называемая Placement new. Данный оператор не выделяет память, а получает своим аргументом адрес на уже выделенную каким-либо образом память (например, на стеке или через malloc()). Происходит размещение (инициализация) объекта путём вызова конструктора, и объект создается в памяти по указанному адресу. Часто такой метод применяют, когда у класса нет конструктора по умолчанию и при этом нужно создать массив объектов. Пример вызова выглядит следующим образом:
```
  
#include
 
<new>
 // Необходим для использования placement new

  
class
 
A

  
{

  
public
:

      
A
(
int
 
x
){}

      
~
A
(){}

  
};

  

  
const
 
int
 
n
 
=
 
50
;

  
A
*
 
placementMemory
 
=
 
static_cast
<
A
*>
(
operator
 
new
[]
 
(
n
 
*
 
sizeof
(
A
)));

  
for
 
(
int
 
i
 
=
 
0
;
 
i
 
<
 
n
;
 
i
++
)

  
{

      
new
 
(
placementMemory
 
+
 
i
)
 
A
(
rand
());
 
//здесь память для объекта не выделяется, но инициализируется

  
}

  
//!!деинициализация памяти

  
for
 
(
int
 
i
 
=
 
0
;
 
i
 
<
 
n
;
 
i
++
)

  
{

      
placementMemory
[
i
].
~
A
();

  
}

  
operator
 
delete
[]
 
(
placementMemory
);

```

Поскольку при выделении памяти тип создаваемого объекта(ов) не был указан, компилятор не будет вызывать деструктор для каждого объекта массива, поэтому это нужно сделать вручную, перед освобождением блока памяти.

## Реализация
В компиляторах, придерживающихся стандарта ISO C++, в случае если недостаточно памяти для выделения, то генерируется исключение типа std::bad_alloc. Выполнение всего последующего кода прекращается, пока ошибка не будет обработана в блоке try-catch или произойдет экстренное завершение программы. Программа не нуждается в проверке значения указателя; если не было сгенерировано исключение, то выделение прошло успешно. Реализованные операции определяются в заголовке <new>. В большинстве реализаций C++ оператор new также может быть перегружен для определения особого поведения.

## Освобождение динамически выделенной памяти
Любая динамическая память, выделенная при помощи new, должна освобождаться при помощи оператора delete. Существует два варианта: один для массивов, другой — для единичных объектов.
```
  
int
 
*
p_var
 
=
 
new
 
int
;

  
int
 
*
p_array
 
=
 
new
 
int
[
50
];

  
delete
 
p_var
;

  
delete
[]
 
p_array
;

```

Стандарт не требует от компилятора создания диагностического сообщения при некорректном использовании delete; он в общем случае не может знать, когда указатель указывает на одиночный элемент, а когда — на массив элементов. Более того, использование несоответствующего освобождения является неопределённым поведением.

## Повторное выделение памяти, выделенной при помощиnew[]
В отличие от функции realloc в языке Си, при помощи оператора new[] невозможно напрямую перераспределить уже выделенную память. Для увеличения или уменьшения размера блока памяти нужно выделить новый блок нужного размера, скопировать данные из старой памяти и удалить старый блок.
Стандартная библиотека языка C++ предусматривает поддержку динамического массива, который может быть увеличен или уменьшен в своем шаблонном классе std::vector.